# أدريان باتريك
أدريان باتريك (بالإنجليزية: Adrian Patrick)‏ هو منافس ألعاب قوى بريطاني، ولد في 15 يونيو 1973.

## وصلات خارجية
- أدريان باتريك على موقع الاتحاد الدولي لألعاب القوى (الإنجليزية)
- أدريان باتريك على موقع اتحاد ألعاب الكومنولث (مؤرشف) (الإنجليزية)